# Thrianta

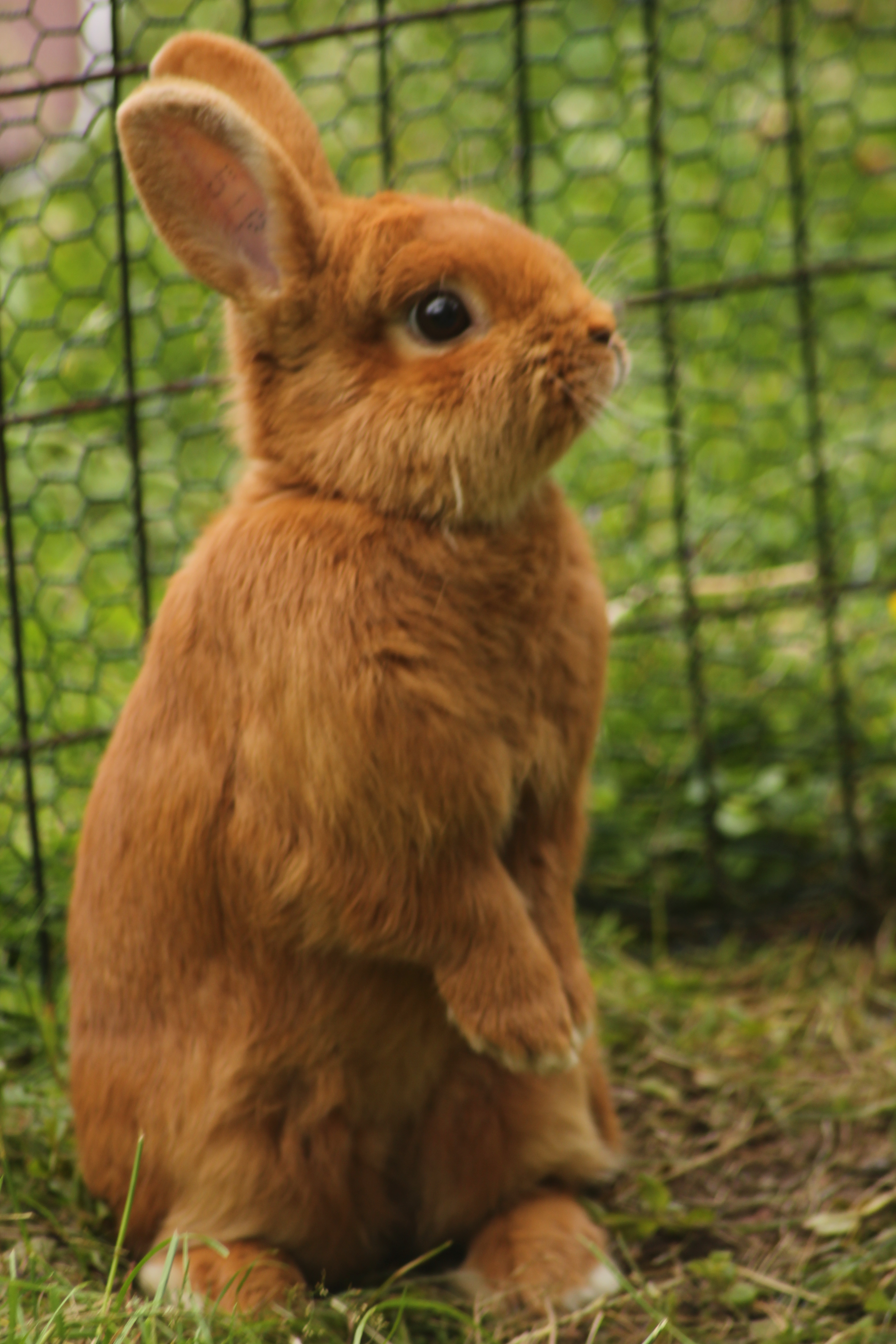
Jong Thriantakonijn.

De Thrianta is een Nederlands konijnenras. Het konijn heeft een oranjerode kleur en een ideaal gewicht tussen 2,2 tot 2,7 kg. Het ras is van H. Andreae uit Assen afkomstig en gecreëerd een aantal jaren voor de Tweede Wereldoorlog. 1 mei 1940 werd het door de Nederlandse konijnenfokkersvereniging erkend. Het werd gefokt uit een bruine Tan, een eenkleurig konijn dat uit madagaskarkleurige Papillons was geboren en een Havana. Er bestaat een sterk vermoeden dat de ontwikkeling van Thrianta een stil protest van dhr. Andreae was, tegen het Duitse nationalisme, aangezien het feit dat het ras voor de Tweede Wereldoorlog werd ontwikkeld en oranje de kleur van het Nederlandse koningshuis is. In andere landen dan Nederland en Engeland is dit ras weinig te vinden en de Stichting Zeldzame Huisdierrassen vindt het belangrijk om het ras te bewaren. Het ras heeft een cultuurhistorische waarde.

## Eigenschappen
De Thrianta is een nauwelijks bekend ras en wordt daarom weinig als huisdier aangetroffen maar vanwege zijn geringe grootte en vriendelijke aard is het goed als huisdier geschikt.